# Ta-Dah
Ta-Dah es el segundo álbum de estudio de la banda de pop estadounidense Scissor Sisters lanzado en septiembre de 2006.
Incluye la colaboración de Elton John, Carlos Alomar, y Paul Williams.
Fue producido por los mismos Scissor Sisters y en la canción Kiss You Off cuenta con la producción adicional de Stuart Price.
De este álbum se desprendieron cuatro sencillos: I Don't Feel Like Dancin', Land of a Thousand Words, She's My Man y Kiss You Off.

## Lista de canciones
| N.º | Título                            | Escritor(es)                                           | Productor(es)                 | Duración |  |
| 1.  | «I Don't Feel Like Dancin'»       | Scott Hoffman, Jason Sellards, Elton John              | Scissor Sisters               | 4:48     |  |
| 2.  | «She's My Man»                    | Hoffman, Sellards                                      | Scissor Sisters               | 5:31     |  |
| 3.  | «I Can't Decide»                  | Hoffman, Sellards                                      | Scissor Sisters               | 2:46     |  |
| 4.  | «Lights»                          | Hoffman, Sellards, Carlos Alomar                       | Scissor Sisters               | 3:35     |  |
| 5.  | «Land of a Thousand Words»        | Hoffman, Sellards                                      | Scissor Sisters               | 3:50     |  |
| 6.  | «Intermission»                    | Hoffman, Sellards, E. John                             | Scissor Sisters               | 2:37     |  |
| 7.  | «Kiss You Off»                    | Hoffman, Sellards, Ana Lynch                           | Scissor Sisters, Stuart Price | 5:02     |  |
| 8.  | «Ooh»                             | Hoffman, Sellards, Derek Gruen                         | Scissor Sisters               | 3:29     |  |
| 9.  | «Paul McCartney»                  | Hoffman, Sellards, Gruen, Alomar                       | Scissor Sisters               | 3:44     |  |
| 10. | «The Other Side»                  | Hoffman, Sellards, John "JJ" Garden                    | Scissor Sisters               | 4:22     |  |
| 11. | «Might Tell You Tonight»          | Hoffman, Sellards                                      | Scissor Sisters               | 3:20     |  |
| 12. | «Everybody Wants the Same Thing*» | Hoffman, Sellards, Patrick Seacor, Paul Leschen, Lynch | Scissor Sisters               | 4:22     |  |

## Listas
| Listas (2006)              | Mejor posición |
| -------------------------- | -------------- |
| Argentine Albums Chart     | 7              |
| Australian Albums Chart    | 1              |
| Colombian Albums Chart     | 23             |
| Finland Albums Chart       | 14             |
| German Top 100             | 6              |
| Irish Albums Chart         | 1              |
| Italian Albums Chart       | 7              |
| New Zealand Albums Chart   | 11             |
| Norwegian Album Chart      | 2              |
| Swedish Albums Chart       | 3              |
| U.S. Billboard 200         | 19             |
| U.S. Top Electronic Albums | 1              |
| UK Albums Chart            | 1              |

| Listas         | Certificación |
| -------------- | ------------- |
| Australia ARIA | Platino       |
| Canadá CRIA    | Oro           |
| Europa IFPI    | 3× Platino    |
| UK BPI         | 4× Platino    |
| Alemania IFPI  | Oro           |
| Suecia IFPI    | Oro           |